# Portasanta Fallani

Giovanni Paolo II apre la Porta Santa in occasione del Giubileo, gli stipiti del portale sono di marmo Portasanta

Il Portasanta Fallani, anche denominato Rosso-Fallani, è una qualità di marmo brecciato di colore rosso tenue quasi rosa con sfumature grigie, con fondo più chiaro rispetto al Portasanta Classico. 
Pietra ornamentale caratterizzata da un aspetto estremamente variabile. Il tipo più comune ha un fondo di colore rosato, che contiene macchie (clasti) giallo-arancio, brune, grigie, di forma variabile e dimensioni da millimetriche a centimetriche. Esse sono separate da venature biancastre o rosse, larghe pochi millimetri, aventi andamento sinuoso e talora disposizione intrecciata.
Il Portasanta Fallani è un marmo storico italiano, era estratto dalla cave di Caldana dei Fallani, l'ultima cava è stata chiusa nel 1970. Era un materiale di pregio, particolarmente apprezzato perché era possibile ottenere colonne monolitiche di grandi dimensioni come le 4 colonne monumentali erette all'interno del Vittoriano o le colonne presenti nello scalone d'onore di Palazzo Madama e quelle all'interno di Palazzo di Montecitorio a Roma. Era un materiale adatto sia per rivestimenti interni sia esterni e ben lucidabile.

## Origine del nome
Il nome Portasanta trae origine dagli stipiti in marmo della Porta Santa della Basilica di San Pietro nella Città del Vaticano. Questa porta, che viene aperta solo in occasione del Giubileo, è contornata di marmo Portasanta. In antichità questa tipologia di marmo era nota per i litotipi estratti nelle cave presenti nel Mediterraneo orientale. Altre denominazioni del litotipo derivano dalla località  di provenienza: Marmor Chium (dall'Isola di Chio) o Marmor Iassense (dall'antica città  di Iasos, in Asia minore, un tempo ritenuta erroneamente la località  di estrazione del Portasanta). Un'altra denominazione deriva dalla preferenza per il Portasanta attribuita all'imperatore Claudio (Pietra Claudiana) a cui si deve l'intensificazione e lo sfruttamento dei bacini marmiferi di Caldana in epoca imperiale.